# Перу на зимових Олімпійських іграх 2014
Перу на зимових Олімпійських іграх 2014 року у Сочі було представлене 3 спортсменами у 2 видах спорту.